# Trithecanthera flava
Trithecanthera flava är en tvåhjärtbladig växtart som beskrevs av André Joseph Guillaume Henri Kostermans. Trithecanthera flava ingår i släktet Trithecanthera och familjen Loranthaceae. Inga underarter finns listade i Catalogue of Life.